# Dolný Kubín

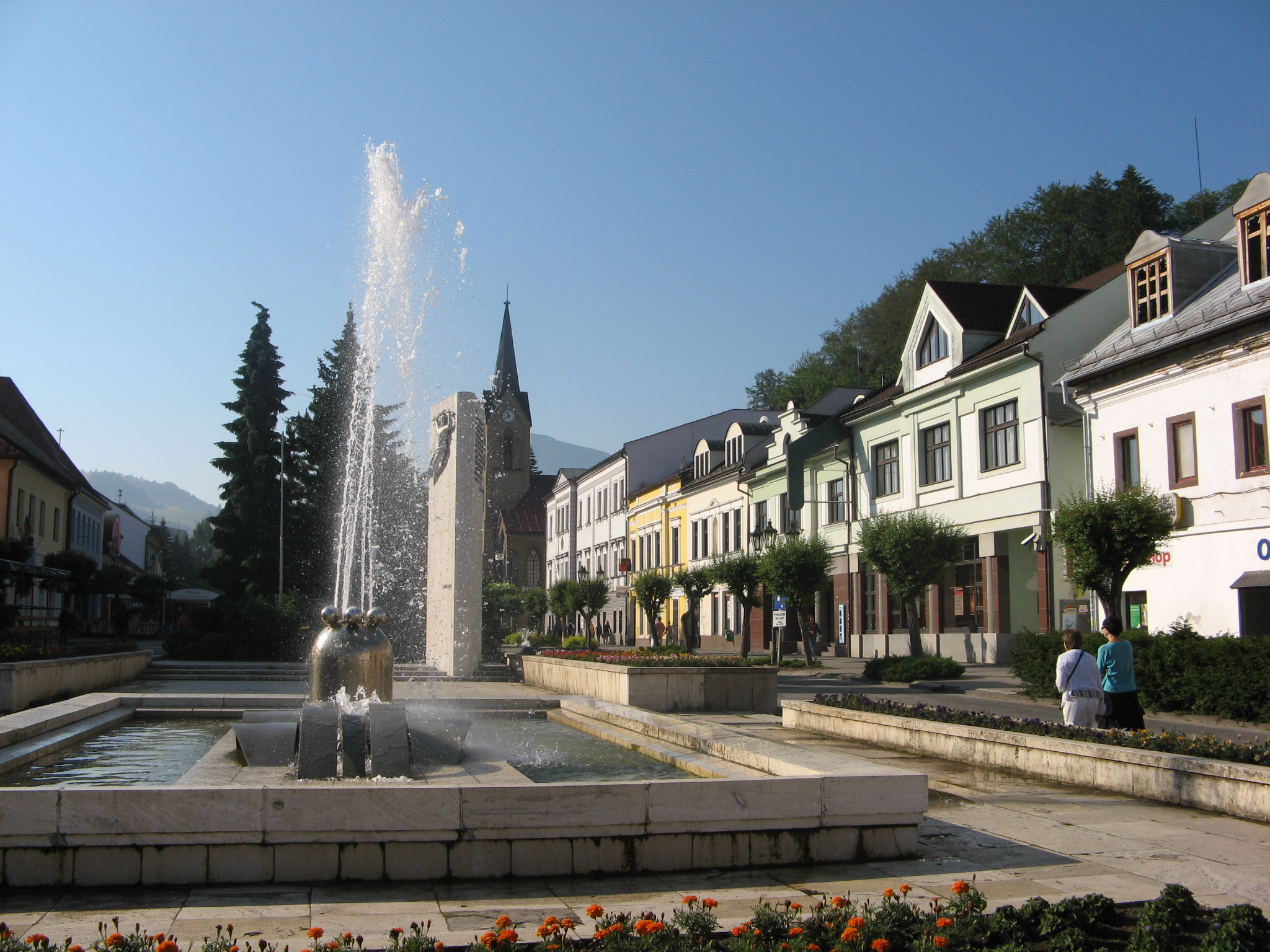
Fragment centrum miasta

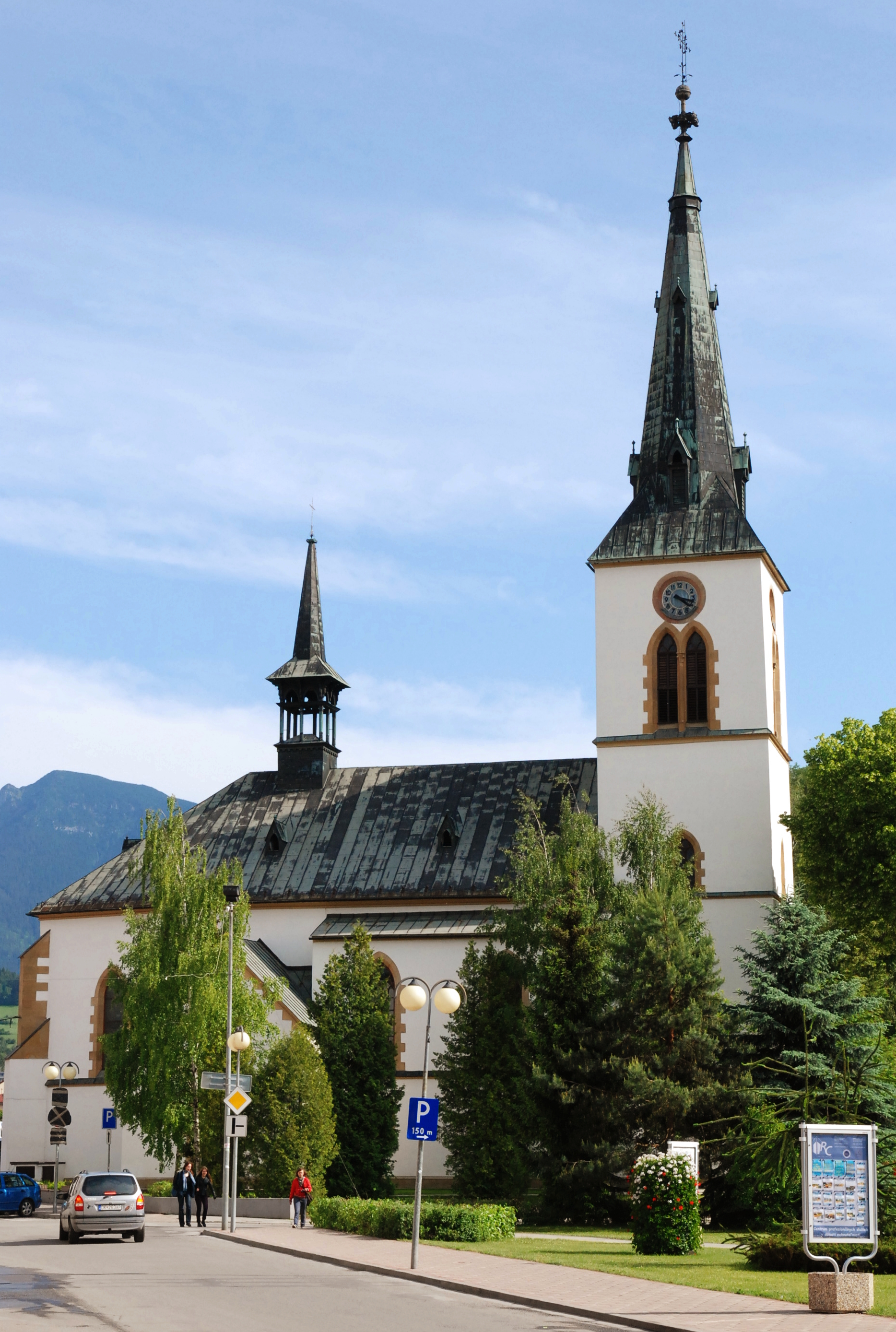
Kościół św. Katarzyny

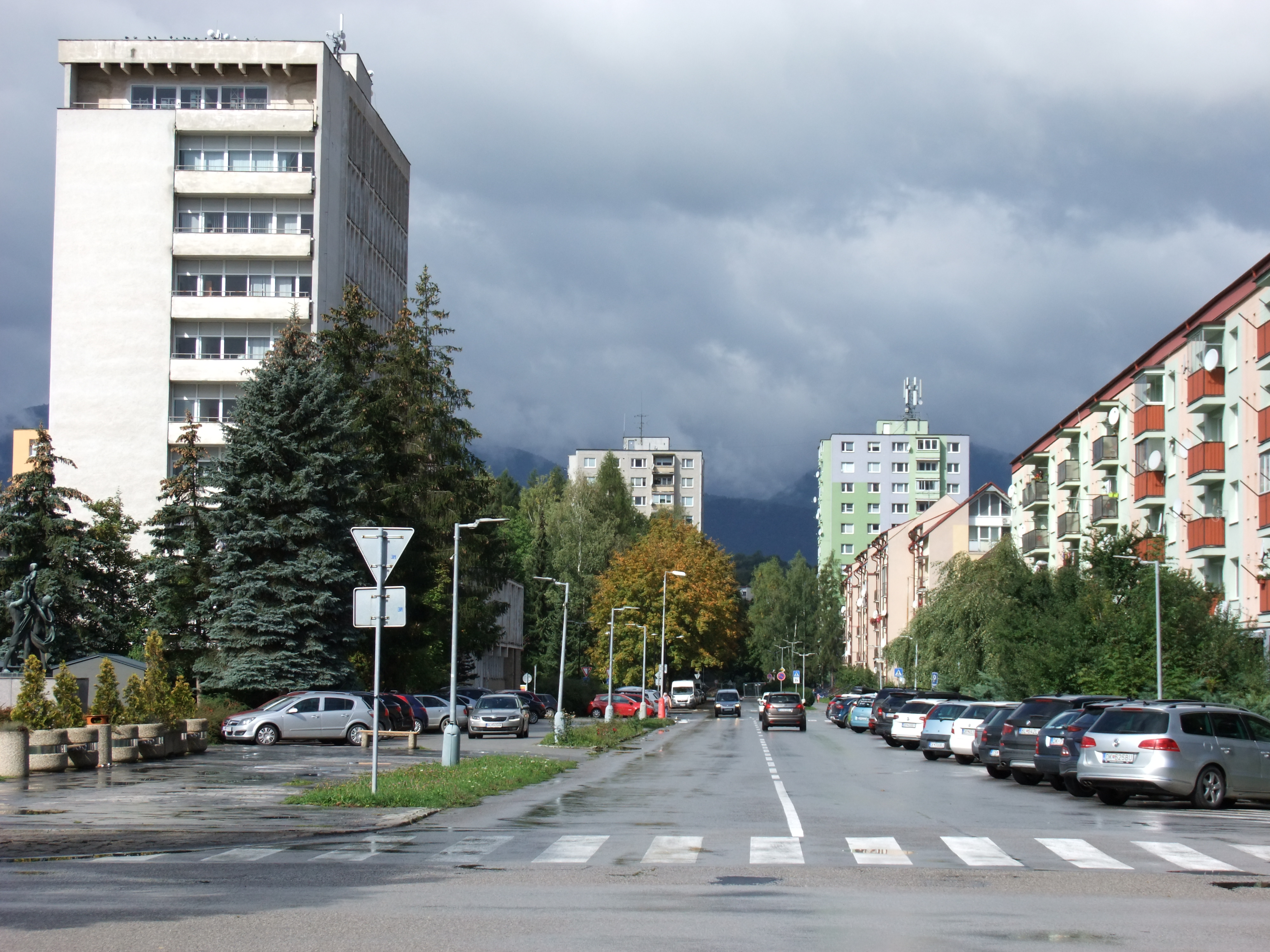
Osiedle Veľký Bysterec

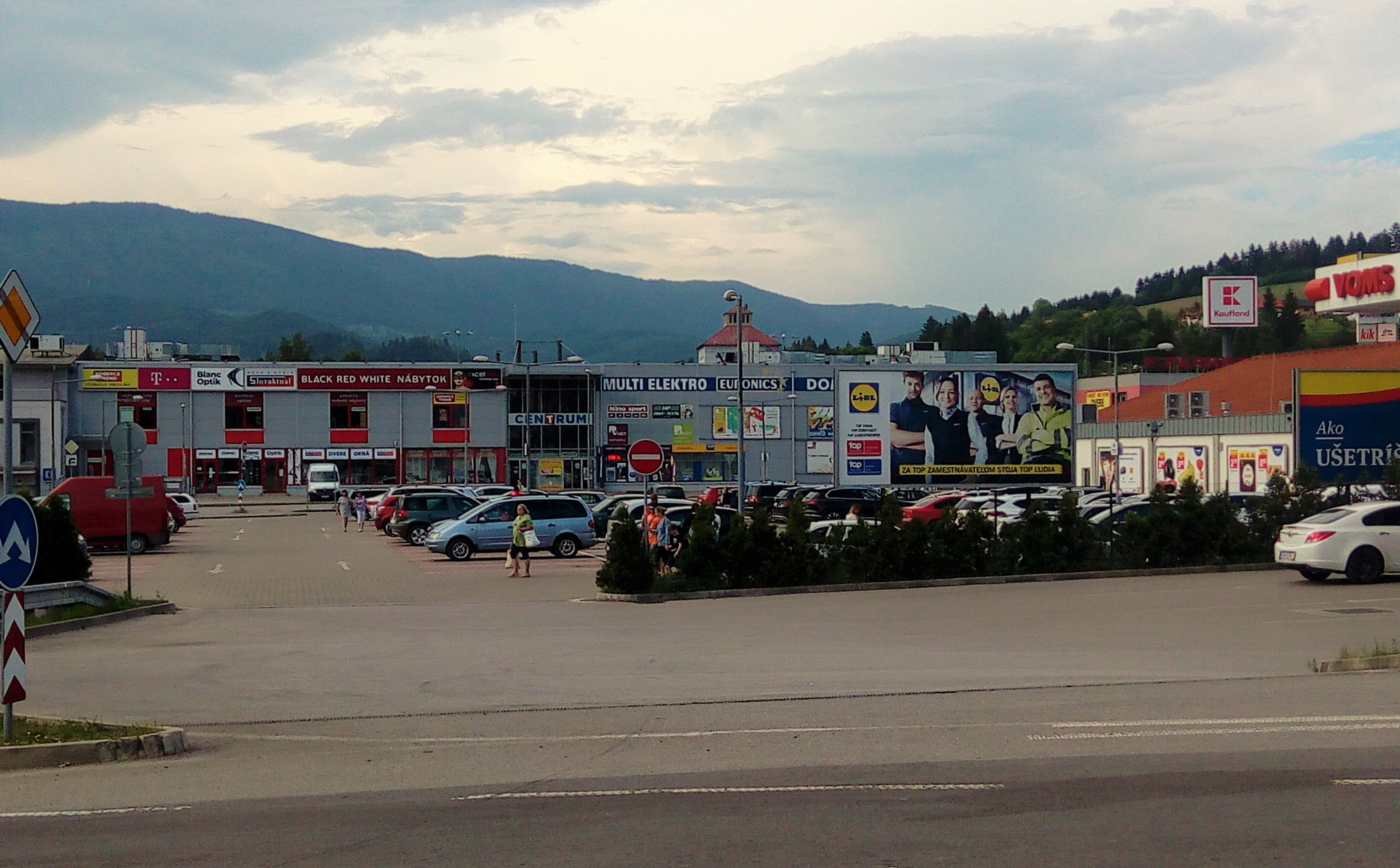
Park handlowy

Dolný Kubín (węg. Alsókubin, niem. Unterkubin) – miasto powiatowe w środkowej Słowacji, w kraju żylińskim, w historycznym regionie Orawa.
Dolný Kubín leży w dolinie Orawy, między grupami górskimi Magury Orawskiej (na północy) i Gór Choczańskich (na południu). Centrum miasta leży na wysokości 468 m n.p.m., natomiast cały obszar katastralny miasta leży w przedziale wysokości 464–1396 m n.p.m. Powierzchnia miasta wynosi 55,03 km².

## Demografia
W 2011 roku (spis ludności z 21 maja) liczba mieszkańców miasta wynosiła 19 633 osób, w tym 9583 mężczyzn i 10 050 kobiet. 57,9% mieszkańców deklarowało wyznanie rzymskokatolickie, 14,1% ewangelickie, 1,5% inne, za ateistów uważało się 13,7%, natomiast wyznanie pozostałych 12,8% osób nie zostało ustalone.
W 2011 roku rozkład populacji względem narodowości i przynależności etnicznej wyglądał następująco:
- Słowacy – 90,91%
- Czesi – 0,72%
- Polacy – 0,17%
- pozostali – 0,69%
- nie podano – 7,50%

## Dzielnice
Dolny Kubin dzieli się na dzielnice:
- Beňova Lehota,
- Kňažia,
- Malý Bysterec,
- Medzihradné,
- Mokraď,
- Srňacie,
- Veľký Bysterec,
- Záskalie,
- Banisko,
- Brezovec.

## Gospodarka
W mieście rozwinął się przemysł elektrotechniczny, drzewny oraz spożywczy.

## Transport
Przez Dolný Kubín przebiega droga krajowa nr 59 (R3 / międzynarodowa trasa E77) z przejścia granicznego w Chyżnem przez Trzcianę do Rużomberku. Od drogi tej odbija droga krajowa nr 70, która we wsi Stankovany łączy się z drogą krajową nr 18, stanowiąc skrót na drodze do Martina. Przez miasto przebiega linia kolejowa z Martina do Trzciany.

## Historia
Najwcześniejsze ślady osadnictwa w okolicach miasta pochodzą ze średniej i młodszej epoki kamienia (IX – VII wiek p.n.e.) i pochodzą od ludów kultury łużyckiej. Stwierdzono również osadnictwo ludów kultury halsztackiej typu orawskiego z VII – IV wieku p.n.e. i kultury lateńskiej od przełomu er do IV wieku n.e. Już w czasach celtyckich przez Orawę wiódł szlak handlowy łączący wybrzeże adriatyckie z bałtyckim. W średniowieczu szlak ten, od towaru dominującego w obrocie (sól kamienna z kopalń w Bochni i Wieliczce), nazywano solnym.
Najstarsza pisemna wzmianka o osadzie Kubín pochodzi z 6 stycznia 1314. W 1325 osada została rozdzielona na dwie części: Vyšný Kubín przeszedł w ręce mieszczan z Revúcy, zaś Dolny Kubin pozostał pod władzą królewską jako część dominium Zamku Orawskiego. W XIV wieku powstały wsie stanowiące dziś przedmieścia Dolnego Kubína. W 1380 powstała w Dolnym Kubinie parafia rzymskokatolicka pod wezwaniem świętej Katarzyny Aleksandryjskiej. Osada rozwijała się jako ośrodek rzemiosła, szczególnie kamieniarstwa, oraz handlu. W 1558 panami Orawy stali się Thurzonowie, którzy wspierali rozwój miasta. W 1604 Dolny Kubin został zajęty przez powstańców antyhabsburskich i niemal doszczętnie spalony. W 1624 Dolny Kubin liczył 340 mieszkańców. 14 maja 1632 hrabia Kacper Illesházy nadał Dolnemu Kubinowi prawa miejskie, obejmujące m.in. przywilej organizowania dwóch jarmarków rocznie oraz cotygodniowych targów. Przywilej ten zatwierdził 14 grudnia 1633 cesarz Ferdynand II. Miastem był już od 1412 Veľký Bysterec, który jednak się nie rozwijał i pod koniec XVI wieku spadł do rzędu wsi.
W niespokojnym XVII wieku miasto wraz z okolicą zostało jeszcze raz spustoszone przez wojska – tym razem wojska litewskie, zmierzające w 1683 pod Wiedeń. Do Dolnego Kubina przeniesiono wówczas siedzibę powiatu z kompletnie zniszczonej sąsiedniej Veličnej. W 1712 miasto stało się w końcu oficjalną siedzibą władz komitatu orawskiego. W XVII i XVIII wieku trwały w mieście spory między katolikami i ewangelikami, zakończone dopiero patentem tolerancyjnym cesarza Józefa II w 1784. Wiek XVIII, mimo wielkiego głodu lat 1715 i 1716, był okresem rozwoju miasta – zbudowano ratusz, nowy szpital, browar, gmach władz komitatu, aptekę i pierwszy, drewniany most przez Orawę. Powstały nowe cechy, które pod koniec XVIII wieku zjednoczyły się w jednolity cech ogólnorzemieślniczy (istniejący do 1871). Na początku XIX wieku przez miasto przeprowadzono cesarski gościniec z Królewian do Trzciany. Rozwój trwał również w wieku XIX, mimo wielkiej powodzi w 1813 i wielkich pożarów w latach 1893 i 1895. Ważną datą był rok 1898, kiedy do Kubina dotarła linia kolejowa, biegnąca z Królewian w dolinie Wagu w górę doliny Orawy. W 1910 ludność miasta liczyła 1,9 tys. osób, z czego 1,1 tys. Słowaków, 600 Węgrów i 200 Niemców.
W latach 30. XIX wieku Dolny Kubin, podobnie jak reszta Orawy, stał się ośrodkiem tworzącego się słowackiego ruchu narodowego. W 1837 narodowcy założyli swój pierwszy związek, a na zebraniu 24 kwietnia 1848 w podmiejskiej osadzie Gäceľ wystąpili z żądaniami wobec cesarskich władz. W 1858 w Dolnym Kubinie powstało towarzystwo opieki nad wielkim księgozbiorem pozostawionym miastu i Orawie w 1839 przez tutejszego bibliotekarza, Wawrzyńca Czaplowicza. Liczący 35 tys. jednostek (w tym liczne rękopisy i rzadkie druki) zbiór znalazł pomieszczenie w specjalnie wzniesionym budynku. W latach 60. XIX wieku w Dolnym Kubinie powstał amatorski słowacki teatr, który działał do połowy XX wieku.
Po powstaniu Czechosłowacji w mieście powstała rada narodowa, w której skład wszedł między innymi słowacki wieszcz Pavol Országh Hviezdoslav. Dolny Kubin pozostał nadal prowincjonalnym miasteczkiem ze słabo rozwiniętym przemysłem (elektrownia, tartak, młyn), nękanym bezrobociem zwiększanym przez przybyszów z okolicznych wsi i strajkami (w sierpniu 1939 strajk robotników pracujących przy budowie drogi Królewiany – Krivá). Tym niemniej powstawały w nim kolejne słowackie organizacje społeczne i kulturalne.
W 1944 nastąpiła konsolidacja miejscowego ruchu antyfaszystowskiego, którego członkowie nawiązali współpracę z oddziałami partyzanckimi działającymi w okolicznych górach, a nawet w Kotlinie Turczańskiej. Po wybuchu słowackiego powstania narodowego 29 sierpnia 1944 powołano tu słowacką Radę Narodową i zorganizowano orawskie zgrupowanie 1 Armii Czechosłowackiej. Okres wolności trwał zaledwie 2 tygodnie: 13 września, po zaciętych bojach w rejonie przełęczy Brestová, miasto zajęły oddziały hitlerowskie, nacierające od strony Rużomberku. Spod niemieckiej okupacji wyswobodziły miasto jednostki 4 Frontu Ukraińskiego 5 kwietnia 1945.
Po II wojnie światowej Dolný Kubín stał się lokalnym ośrodkiem przemysłowym (przemysł metalowy, elektrotechniczny). Powstały nowe osiedla mieszkaniowe (Bysterec, Pod Brezovcom), duży szpital, dom kultury. Działa tu Państwowy Instytut Weterynarii i Żywności (słow. Štátny veterinárny a potravinový ústav), pięć szkół średnich, muzeum (Oravské múzeum v Dolnom Kubíne). Galeria sztuki (Oravská galéria) posiada główną siedzibę w tzw. Żupnym Domu, gdzie eksponuje dzieła sztuki od XV w. po lata współczesne. Poza tym ma oddziały: Galéria Márie Medveckej w Twardoszynie, tzw. Plátennícky dom w miejscowości Štefanov nad Oravou oraz galerię orawskiej sztuki ludowej na wyspie Slanický ostrov umenia na Jeziorze Orawskim.

## Miasta partnerskie
źródło:
- Braunau am Inn
- Eger
- Kamieniec Podolski
- Limanowa
- Pakrac
- Pelhřimov
- Svendborg
- Truskawiec
- Zawiercie